# Kościół w Martebo
Kościół w Martebo – świątynia należąca do diecezji Visby Kościoła Szwecji. Znajduje się w północno-zachodniej części Gotlandii.

## Architektura
O początkach i najstarszej historii kościoła wiadomo niewiele. Z obecnie istniejącej świątyni najstarszą częścią jest wieża, pochodząca z połowy XIII wieku i utrzymana w stylu romańskim. Nawa i prezbiterium, powstałe na początku XIV wieku, są gotyckie i zastąpiły one wcześniejsze odpowiednie części kościoła, mniejsze i w stylu romańskim. Wieża zatem nie przeszła w gotyk, przez co jest nieproporcjonalnie niska w stosunku do reszty budowli. Do wieży przylega dość nietypowy element – niewielkie pomieszczenie bez wejścia, jednak posiadające okno na nawę, tzw. hagioskop. Okno to pozwalało z wnętrza owego pomieszczenia obserwować tylko najważniejsze miejsce w świątyni, czyli ołtarz. Pomieszczenie zostało dodane w XIV wieku, prawdopodobnie dla chorych członków miejscowej wspólnoty.
Zewnętrzna fasada kościoła, a zwłaszcza trzy portale, prezentują jedne z najwspanialszych średniowiecznych rzeźb na Gotlandii. Pochodzą z XIV wieku i powstały podczas przebudowy kościoła w stylu gotyckim. Na niektórych rzeźbach do dziś pozostały ślady oryginalnej farby. Autorem rzeźb był prawdopodobnie warsztat Egypticusa. Przedstawiają one sceny z życia Jezusa, ułożone chronologicznie względem siebie do tego stopnia, że rzeźby na wszystkich trzech portalach razem wziętych tworzą ciągłą narrację.

## Wnętrze

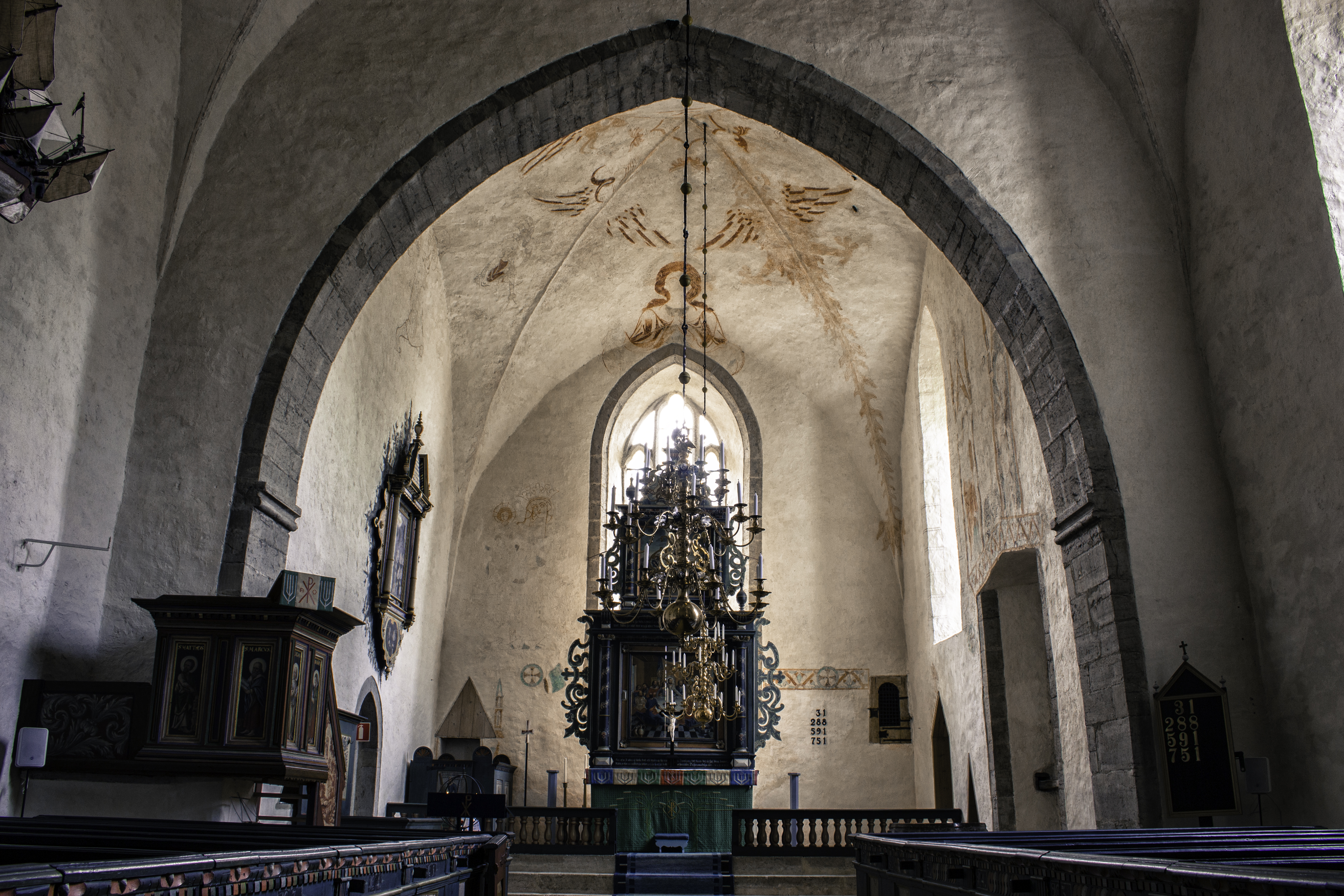
Wnętrze

We wnętrzu znajdują się pozostałości średniowiecznych fresków. Zobaczyć też można chrzcielnicę z XIII wieku. W posadzce prezbiterium znajdują się dwie średniowieczne płyty nagrobne. Ambona należy do najstarszych w Szwecji, pochodzi z połowy XVI wieku. Ołtarz datowany jest na 1675 rok, a w jego centrum znajdują się: ostatnia wieczerza u dołu i zmartwychwstanie u góry. Epitafium pochodzi z 1658 roku. Fasada organowa z kolei powstała w 1682 roku.